# Tineobius brachartonae
Tineobius brachartonae är en stekelart som först beskrevs av Charles Joseph Gahan 1927.  Tineobius brachartonae ingår i släktet Tineobius och familjen hoppglanssteklar. Inga underarter finns listade i Catalogue of Life.